# Молочкова, Евгения Алексеевна
Евгения Алексеевна Молочкова (род. 11 июня 1999 года) — российский боксёр. Трёхкратный серебряный призёр чемпионатов России (2020, 2022 и 2023 годов). Мастер спорта Российской Федерации (2023).

## Карьера
Евгения родилась 11 июня 1999 года в городе Лыскове Нижегородской области. В возрасте пяти лет семья переехала в Кстово. До 15 лет занималась различными видами спорта, пока не пришла в секцию бокса. Воспитанница отделения бокса ГБУ СШОР по самбо г. Кстово.
В 2020 году стала обладателем серебряной медали на национальном чемпионате в Ульяновске в категории до 81 кг. В финале уступила Марии Ураковой.
В 2021 году на чемпионате России в Челябинске стала бронзовым призёром.
В Краснодаре в 2022 году на чемпионате страны завоевала серебряную медаль, в финале уступила Анне Ивановой.
В 2023 году в Уфе на чемпионате России по боксу вновь стала серебряным призёром в категории до 81 кг. В финале не смогла одолеть Салтанат Меденову.
Приказом министра спорта РФ № 96-нг от 29 июня 2023 года Евгении присвоено спортивное звание Мастер спорта России.
Проходила обучение в Санкт-Петербургском государственном университете физической культуры им. П. Ф. Лесгафта, а также в Московском государственном университете технологий и управления им. К. Г. Разумовского.

## Достижения
- Серебряный призёр чемпионата России 2020, 2022, 2023 годов;
- Бронзовый призёр чемпионатов России 2021, 2024 годов.